# Henry Kamen
Pour les articles homonymes, voir Kamen.
Henry A. Kamen, né le 4 octobre 1936 à Rangoun, à l'époque en Birmanie britannique, est un historien britannique.
Il a publié de nombreux ouvrages et articles sur l'Europe, l'Espagne et l'Empire espagnol.

## Biographie
Il obtient un BA et son doctorat à l'université d'Oxford,.

## Contributions
Son Histoire de l'Inquisition espagnole, ré-éditée quatre fois est considérée comme "la meilleure étude en un volume" de cette institution. Dans sa dernière édition, il aborde un aspect controversé, à savoir que l'Inquisition n'opérait pas à travers une particulière discrimination de genre ni misogynie.

## Publications (sélection)
- Histoire de l’Inquisition espagnole, traduction par Tanette Prigent et Hélène Delattre, Paris : Albin Michel, 1966.
- The Iron Century: Social Change in Europe, 1550–1660, New York : Praeger Publishers, 1972,
- « A Forgotten Insurrection of the Seventeenth Century: The Catalan Peasant Rising of 1688 », in: The Journal of Modern History, Vol. 49, No. 2 (June 1977), p. 210–30.
- Spain in the Later Seventeenth Century, London: Longman (1980)
- Golden Age Spain, Basingstoke : Macmillan Education (1988)
- European Society 1500–1700, New York ; London : Routledge (1984) (1992) [revision of The Iron Century]
- « Lo Statista », in: L'uomo barocco (R. Villari, ed.) Laterza, Roma-Bari, Italy (1991)
- The Phoenix and the Flame. Catalonia and the Counter-Reformation. London and New Haven: Yale University Press (1993)[4]
- Philip of Spain, New Haven : Yale University Press (1997)[5]
- The Spanish Inquisition: A Historical Revision, London and New Haven : Yale University Press (1997)[6]
- Early Modern European Society, London : Routledge (2000)[7]
- Philip V of Spain: The King Who Reigned Twice. New Haven: Yale University Press (2001).
- Empire: How Spain Became a World Power, 1492–1763, New York : HarperCollins (2003)[8]
- The Duke of Alba, London and New Haven : Yale University Press (2004)[9]
- The Disinherited; Exile and the Making of Spanish Culture, 1492–1975, New York : HarperCollins (2007)[10]
- Imagining Spain. Historical Myth and National Identity, London and New Haven: Yale University Press (2008)
- The Escorial. Art and Power in the Renaissance, London and New Haven : Yale University Press (2010)
- Spain 1469–1714: a Society of Conflict, London and New York : Longman (2014)[11]